# Mieszko (Sohn von Mieszko I.)
Mieszko (* um 979/984; † nach 991) war ein Sohn von Fürst Mieszko I. der Polanen und Oda von Haldensleben.
Er wurde nur im Dagome iudex namentlich erwähnt als Sohn einer Ota und eines Dagome.
Nach dem Tode des Vaters 992 vertrieb Bolesław I. als neuer Herrscher seine Halbbrüder aus Polen.
Weitere Informationen sind zu seiner Person nicht überliefert.